# Маріетта (Іллінойс)
Маріетта (англ. Marietta) — селище (англ. village) в США, в окрузі Фултон штату Іллінойс. Населення — 101 особа (2020).

## Географія
Маріетта розташована за координатами 40°29′58″ пн. ш. 90°23′35″ зх. д. / 40.49944° пн. ш. 90.39306° зх. д. (40.499450, -90.393016).  За даними Бюро перепису населення США в 2010 році селище мало площу 0,71 км², уся площа — суходіл.

## Демографія
Згідно з переписом 2010 року, у селищі мешкало 112 осіб у 49 домогосподарствах у складі 35 родин. Густота населення становила 158 осіб/км².  Було 53 помешкання (75/км²).
Расовий склад населення:
| - 96,4 % — білих - 1,8 % — корінних американців |

До двох чи більше рас належало 0,9 %. Частка іспаномовних становила 1,8 % від усіх жителів.
За віковим діапазоном населення розподілялося таким чином: 12,5 % — особи молодші 18 років, 64,3 % — особи у віці 18—64 років, 23,2 % — особи у віці 65 років та старші. Медіана віку мешканця становила 51,0 року. На 100 осіб жіночої статі у селищі припадало 111,3 чоловіків;  на 100 жінок у віці від 18 років та старших — 113,0 чоловіків також старших 18 років.
Середній дохід на одне домашнє господарство  становив 49 521 долар США (медіана — 43 792), а середній дохід на одну сім'ю — 56 841 долар (медіана — 44 417). За межею бідності перебувало 8,7 % осіб, у тому числі 0,0 % дітей у віці до 18 років та 52,6 % осіб у віці 65 років та старших.
Цивільне працевлаштоване населення становило 74 особи. Основні галузі зайнятості: будівництво — 44,6 %, виробництво — 29,7 %, роздрібна торгівля — 9,5 %, освіта, охорона здоров'я та соціальна допомога — 8,1 %.